# مارکوس لیسینیوس کراسوس (کنسول ۳۰ پیش از میلاد)
مارکوس لیسینیوس کراسوس (انگلیسی: Marcus Licinius Crassus; ۱ ژانویهٔ ۰۰۵۰ – ۱ ژانویهٔ ۰۰۵۰) اهل روم باستان بود. نوه تریوم‌ویرات اول کراسوس، کنسول روم در روم باستان در سال ۳۰ قبل از میلاد بود به عنوان همکار «اکتاویان» آگوستوس، امپراتور آینده روم بود.